# Poecilopsis helenae
Poecilopsis helenae là một loài bướm đêm trong họ Geometridae.